# Vereniging voor Christelijk Voortgezet Onderwijs te Rotterdam en omgeving
De Vereniging voor Christelijk Voortgezet Onderwijs te Rotterdam en omgeving (Christelijk Voortgezet Onderwijs, CVO) is een overkoepelende organisatie voor zeven scholengemeenschappen, die gezamenlijk 40 locaties en 21.000 leerlingen in Rotterdam en omgeving bedienen. De vereniging is in 1898 opgericht. 
De vereniging kent anno 2011 een ledenvergadering, waar ouders lid van kunnen worden, een raad van toezicht met zes leden en een raad van bestuur met één lid, tevens bestuursmanager. Deze wordt ondersteund door het verenigingsbureau, bestaand uit ongeveer 35 werknemers.

## Voetnoten
1. ↑  homepage CVO